# Linköpings AIK
Linköpings AIK är en idrottsklubb i Linköping i Sverige, bildad 22 oktober 1908. Klubben bedriver orientering, tidigare även bandy och fotboll. I bandy spelade klubben i Sveriges högsta division säsongen 1931. Man nådde även tre semifinaler om SM under 1920-talet, då svenska mästarna korades via utslagsturnering. I fotboll spelade klubben i Sveriges tredje högsta division säsongerna 1928/1929 och 1929/1930.

### Fotnoter
1. ↑  ”Klubbinfo”. Linköpings AIK. Arkiverad från originalet den 22 februari 2015. https://web.archive.org/web/20150222030028/http://www6.idrottonline.se/LinkopingsAIK-Orientering/Foreningen/Klubbinfo/. Läst 22 februari 2015.
2. ↑  Jimmy Andersson (27 februari 1931). ”Säsongen 1930-31”. Jimmys bandysida. Arkiverad från originalet den 22 februari 2015. https://web.archive.org/web/20150222003422/http://www.jimbobandy.nu/oldtab/30-31.html. Läst 22 februari 2015.
3. ↑  International and Swedish football - Division 3 (3rd level) 1928/29
4. ↑  International and Swedish football - Division 3 (3rd level) 1929/30